# Daniel Manrique

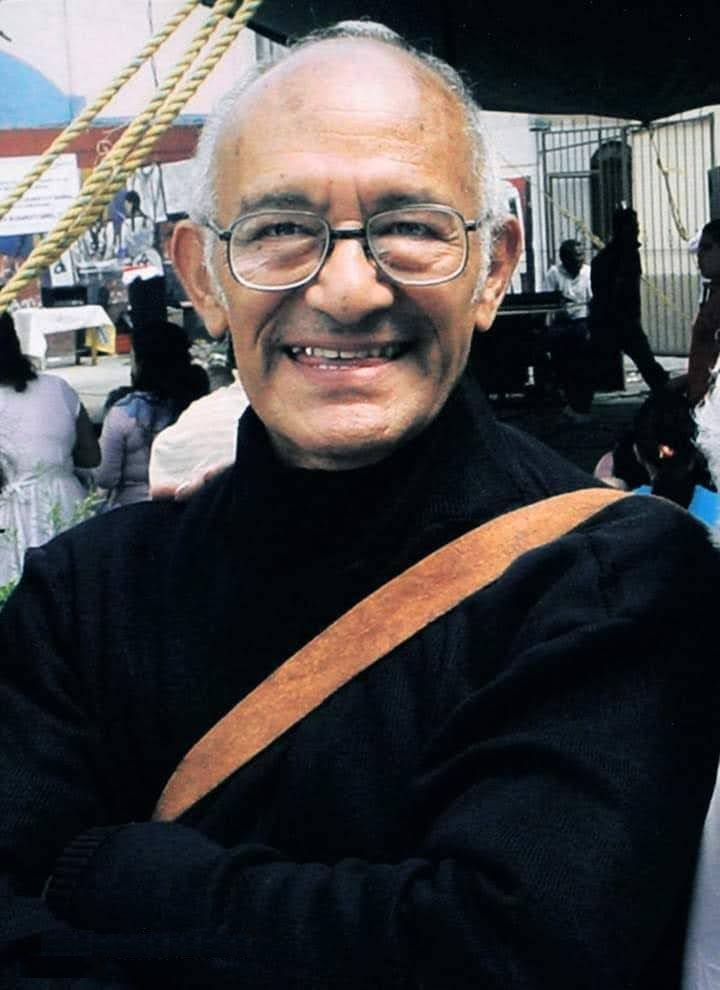
Mexico, creador de tepito arte aca

Daniel Manrique Arias (28 de noviembre de 1939 - 22 de agosto de 2010) fue un artista mexicano cuya vida y obra giraban principalmente en torno a su barrio natal de Tepito en la Ciudad de México. Nació en una familia de bajos recursos, que no apoyaba sus ambiciones artísticas, pero a pesar de ello mantuvo su identidad. Manrique es conocido por su obra mural, que describe la vida y la cultura popular de barrios urbanos pobres como Tepito, así como aspectos de la historia de México y América Latina desde la conquista española. La mayor parte de este trabajo se realizó en Tepito como parte del colectivo que fundó llamado Tepito Arte Acá, pero también realizó murales en otros países como Canadá y Argentina. Su obra y la obra de Tepito Arte Acá ha sido reconocida por la UNESCO, varias universidades, el Museo de Arte Moderno, CONACULTA, INBA y fue aceptado en el Salón de la Plástica Mexicana.

## Biografía
Daniel Manrique nació el 28 de noviembre de 1939 en el barrio de Tepito de la Ciudad de México. Él mismo describió a su madre como la “clásica mexicana”, capaz de aguantar mucho y leal a su marido pero sin ambiciones. También describió a su padre como trabajador pero mujeriego y borracho. Señalaba que tuvo una infancia feliz pero que también sufrió hambre y pobreza. Comenzó a trabajar cuando era pequeño, primero con un tío que vendía ropa usada y otro que tenía una pulquería. Su talento para el dibujo se comenzó a desarrollar a una edad muy temprana, pero no fue muy buen alumno. Entre trabajar para ayudar a la familia y ser un adolescente rebelde, no terminó la escuela primaria hasta los dieciséis años. En ese momento se retiró y juró no volver a trabajar en un horario de nuevo. Sin embargo, se consideraba ambicioso, no por los premios sino por hacer lo que quería en la vida. Decía que provenía de una clase de personas que pensaban en no mucho más que obtener su próxima comida. Se describió a sí mismo como "loco" y "terco" por querer hacer algo más.
En 1958, inició sus estudios de arte, en un principio con el Taller Libre de Arte para Obreros, lo que le llevó a cursar estudios en la Escuela Nacional de Pintura, Escultura y Grabado "La Esmeralda" finalizando en 1962. Sufrió hambre y problemas familiares mientras estaba en la escuela ya que su madre no apoyaba su ambición de estudiar pintura, y según Manrique, no entendía por qué quería estudiar arte y “abandonar” su responsabilidad de ayudar a mantener a la familia.
Su carrera artística está fuertemente ligada a su vida en el barrio de Tepito, conocido como el "barrio bravo". Especialmente en los inicios de su carrera, continuó manteniéndose con trabajos de limpieza y de transporte. Dos cosas que lo distinguieron de otros artistas fue su propensión a vestirse de negro y su estilo de habla que a menudo incluía un tipo de doble sentido llamado “albur” y otros juegos de palabras.
A lo largo de su vida, siguió siendo muy conocido y respetado entre los residentes de Tepito, aunque se mudó de allí a fines de la década de 1980 a otro barrio de la Ciudad de México llamado Nueva Atzacoalco, donde vivió hasta su muerte. Estuvo casado con Brisa Ávila hasta su muerte, con quien tuvo tres hijos. El mayor, Daniel Manrique, Jr. también es un artista que vive en Houston. Hizo una crónica de su vida en una autobiografía llamada “Tepito Arte Acá” que lleva el nombre del grupo que fundó.
Manrique murió el 22 de agosto de 2010 en la Ciudad de México, cuando aún era un artista activo, poco después de pintar murales en Argentina y trabajar en planes para otro en México. Durante un par de años antes, había padecido diabetes, lo que le creaba complicaciones como parálisis parcial. La causa de la muerte fue una embolia, que también fue una complicación de la diabetes. Fue enterrado en los Jardines del Recuerdo del Estado de México.

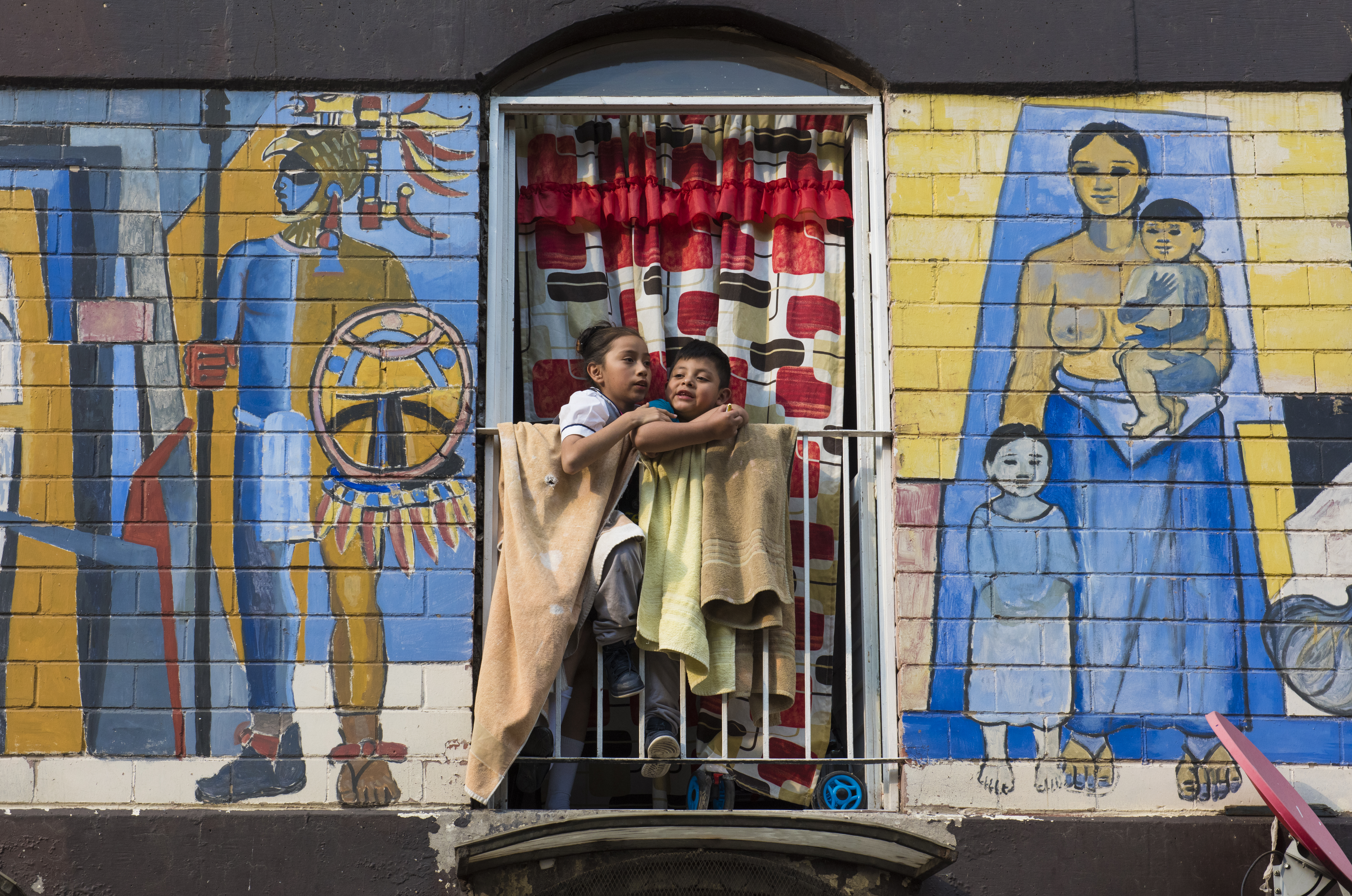
Mural de Daniel Manrique en Tepito

## Carrera
Su trabajo se puede encontrar en una variedad de espacios, desde viviendas hasta universidades en países como Canadá, Estados Unidos, España, Francia y Argentina junto con México. Sin embargo, su trabajo más reconocido es el relacionado con su barrio natal de Tepito. Esta dedicación comenzó en serio a principios de la década de 1970. En 1973, colaboró con otros artistas para crear una exposición denominada “Conozca México visite Tepito”, que se llevó a cabo en la Galería José María Velasco (parte del INBA), que no solo incluía arte, sino también música popular interpretada por bandas en vivo. Esta exposición llevó a la fundación de Tepito Arte Acá en 1974. El proyecto involucró una serie de actividades culturales, pero Manrique fue el que más se dedicó al proyecto, creando murales, obras gráficas y esténciles en viviendas, calles y pasajes subterráneos. Promovió el trabajo de los proyectos de diversas maneras, incluso en la Bienal de Arquitectura de 1980 en el Centro Georges Pompidou de París, un intercambio de artistas con el barrio de clase baja de La Saulaie en Oullins, Francia en la década de 1980 y de 1985 a 1986, tenía ejemplos de la obra en exhibición en el Museo de Arte Moderno de la Ciudad de México. El proyecto recibió el reconocimiento de la UNESCO en Varsovia.
Su obra artística más conocida es la pintura mural. La mayor parte de este trabajo se realizó en el barrio de Tepito y otras partes de la Ciudad de México. Otros sitios de la Ciudad de México, como la Organización de Colonos Campamentos Unidos, así como en Colonia Valle Gómez, Colonia Obrera, Colonia Doctores, en la Escuelita Emiliano Zapata de Santo Domingo y los Pedregales en Coyoacán. Fuera de México, sus murales se pueden encontrar en Vancouver, Toronto, Hamilton, Winnipeg y París.
Murales notables incluyen uno en el Instituto Nacional de Energía Nuclear (1972), uno en el Auditorio Tepito-Guerrero (1980, rehecho en 2000), tres murales en Toronto, Hamilton y Winnipeg a pedido de Argentina. exiliados en Canadá (1982), varios murales para la UNAM, Universidad Autónoma Metropolitana -Xochimilco y la Universidad Pedagógica Nacional (1980-1983), murales en Tepito y otras áreas de la Ciudad de México en conmemoración del terremoto de la Ciudad de México de 1985 (1985-1988), tres murales para el Departamento de Estudios Latinoamericanos de la Universidad Simon Frasier (década de 1990), mural en la rotonda de Clavería en el distrito Azcapotzalco de la Ciudad de México (2000), polideportivo de Morelos (2001), mural en McMaster Universidad de Hamilton (2002), una serie de murales en colaboración con la Galería José María Velasco de la Ciudad de México (2003-2008), un mural en el CECYT-IPN de la Ciudad de México (2008), un mural en Los Palomares (La Fortaleza) en Tepito (2009) y murales sobre la conquista de América en La Plata y Mar del Plata, Argentina (2009). Tenía dos obras importantes sin terminar. En 1991 fue invitado a viajar a España por la Asociación Bartolomé de las Casas y la ciudad de Puerto Real en Cádiz junto al pintor ecuatoriano Oswaldo Guayasamín para crear el “Monumento en Memoria de las Víctimas del Descubrimiento de las Américas en 1492” pero el proyecto fue cancelado por consideraciones políticas. En el momento de su muerte, estaba planeando un mural en la Ciudad de México sobre la Revolución Mexicana.
Además de su obra mural, también fue ensayista, columnista, intelectual y promotor de la cultura popular mexicana, escribiendo especialmente sobre Tepito y la historia del arte. Entre sus escritos se encuentran “Para qué sirve el arte… para nada”, una colección de ensayos sobre la cultura popular y la alta cultura, así como una obra de teatro musical llamada “Pulque para dos”. Además de Tepito Arte Acá, fundó otras dos organizaciones, los colectivos Ñeros en la Cultura y Campamentos Unidos por la Guerrero en la década de 1970.
Manrique no expuso su obra en galerías de arte, pero sí expuso en varios otros espacios que le valieron el reconocimiento. En 1971 recibió una mención honorífica en el Concurso Nacional de Pintura con una obra titulada “El Acero”. En 1979 recibió el Premio Adquisición en la Segunda Bienal de Pintura en Gabrovo, Bulgaria y el Premio Adquisición Internacional en Pintura en Turquía en 1980. En 1992 recibió el Premio Adquisición en la V Bienal Nacional Diego Rivera. En 2005 participó del primer Encuentro Internacional de Arte en Resistencia en la Universidad de Chapingo. En 2006 fue invitado a participar en el Encuentro de Muralistas mexicanos y argentinos en Buenos Aires.
Otros reconocimientos a su trabajo incluyeron la aceptación en el Salón de la Plástica Mexicana en 2008, y un catálogo de su trabajo junto con el trabajo de Tepito Arte Acá publicado por la Galería José María Velasco, CONACULTA e INBA. Después de su muerte, recibió una serie de homenajes que incluyen una exhibición de 2011 en la Capilla Británica en la Ciudad de México, una exhibición y un sorteo especial de lotería de la Lotería Nacional de México (2011), un especial exposición en el Salón de la Plástica Mexicana en 2012, y otro homenaje de la comuna Cuauhtémoc de la Ciudad de México en el mismo año.

## Estilo artístico
Aunque es más conocido por su trabajo mural, también creó lienzos, esculturas y dibujos. No solía exhibir su trabajo en galerías de arte porque no le gustaba el aspecto condescendiente de los marchantes de arte. Su filosofía era que el papel de un artista es procesar los conceptos que surgen en una cultura o pueblo y luego devolverlos a la misma gente. No se consideraba un artista innovador, sino uno que documentaba la realidad de Tepito y comunidades similares. Creía que el arte debería tener una función social y podía hacer mucho para remediar los problemas sociales, incluida la reducción de la delincuencia. Por ello, realizó gran parte de su trabajo junto a organizaciones sociales especialmente la Unión de Colonos de Santo Domingo en Coyoacán y Campamentos Unidos en la Colonia Guerrero. También apoyó varios otros proyectos de cultura popular, como el proyecto Miss Lupita de Carolina Esparragoza.
La cultura popular mexicana y la vida cotidiana en los barrios urbanos pobres aparecen en gran parte de su trabajo como una forma de llamar la atención y valorar a esta clase de personas. Las imágenes que aparecen en su obra incluyen barrios, pulquerías, borrachos, músicos, indígenas, albañiles, organilleros, vendedores de tamales, zapateros e incluso vecinos peleando. También incluyen héroes locales como jugadores de fútbol y boxeadores junto con figuras históricas, especialmente de la Conquista en adelante. Afirmó que la cultura popular influyó mucho en su creatividad, productividad, informalidad, improvisación y espontaneidad.
Su trabajo en Tepito es el ejemplo más fuerte de su compromiso social, que también fue un antecedente del arte de esténcil y los murales de graffiti. Su obra se encuentra en muchas partes de Tepito incluyendo calles como Tenochtitlán, Florida, Aztecas, Fray Bartolomé de las Casas, Eje 1, Caridad, Rivero, Carpintería y Ferrocarril de Cintura. Consideró a Tepito como representante de la historia mexicana más auténtica, así como la más auténtica de su cultura, especialmente la cultura popular desde 1521. En uno de estos murales, pintó las palabras. “Tequipeuhcan (lugar donde empezó la esclavitud). Aquí fue hecho prisionero el Emperador Cuauhtemotzin la tarde del 13 de agosto de 1521”. Aquí es donde fue capturado Cuauhtémoc el 13 de agosto de 1521. Una de sus obras más conocidas es un mural de 100 metros en el predio Los Palomares, también conocido como La Fortaleza, uno de los más notorios de Tepito.